# افتر دارک فیلمز
افتر دارک فیلمز (به انگلیسی: After Dark Films) یک شرکت فیلم‌سازی آمریکایی است که بیشتر فیلم‌های این کمپانی در سبک فیلم ترسناک و فیلم اکشن می‌باشد. این کمپانی توسط کورتنی سولومون تأسیس شده‌است.

## تاریخچه کمپانی
در تاریخ ۳۰ مارس ۲۰۱۰، شرکت با نام اصلی خود در کنار لاینزگیت و سای‌فای تأسیس شد؛ ولی شروع کار این کمپانی از سال ۲۰۰۵ آغاز شد. 

## فیلمشناسی
| عنوان                    | تاریخ انتشار |
| ------------------------ | ------------ |
| رها شده                  | ۲۰۰۶         |
| سوار تیره                | ۲۰۰۶         |
| گراندانسرها              | ۲۰۰۶         |
| همیلتون‌ها                | ۲۰۰۶         |
| ادبیات کم کیفیت          | ۲۰۰۶         |
| تناسخ                    | ۲۰۰۶         |
| هود ترسناک Snoop Dogg    | ۲۰۰۶         |
| نا آرام                  | ۲۰۰۶         |
| چیزهای کوچک شرک          | ۲۰۰۶         |
| مرزی                     | ۲۰۰۷         |
| هشت دیوانه               | ۲۰۰۷         |
| مرگ‌های یان سنگ           | ۲۰۰۷         |
| دریاچه مرده              | ۲۰۰۷         |
| خیابان تالبرج            | ۲۰۰۷         |
| مرد کابوس                | ۲۰۰۷         |
| با چنگ و دندان           | ۲۰۰۷         |
| خالی از سکنه             | ۲۰۰۷         |
| مرز (های)                | ۲۰۰۷         |
| کالبدگشایی               | ۲۰۰۸         |
| شکسته                    | ۲۰۰۹         |
| اثر پروانه ۳: وحیات      | ۲۰۰۹         |
| نژاد در حال مرگ          | ۲۰۰۹         |
| از درون                  | ۲۰۰۹         |
| پرکینز ۱۴                | ۲۰۰۹         |
| کشتار                    | ۲۰۰۹         |
| صداها                    | ۲۰۰۹         |
| وحشت                     | ۲۰۱۱         |
| آخرین                    | ۲۰۱۱         |
| قبرها                    | ۲۰۱۱         |
| پنهان                    | ۲۰۱۱         |
| نظریه کشتن               | ۲۰۱۱         |
| دریاچه Mungo             | ۲۰۱۱         |
| ریدز                     | ۲۰۱۱         |
| ZMD: زامبی‌های تخریب جمعی | ۲۰۱۱         |
| قتل در تاریکی            | ۲۰۱۵         |
| پیاده‌روی باد             | ۲۰۱۵         |
| تعلیق                    | ۲۰۱۵         |
| غیرطبیعی                 | ۲۰۱۵         |
| عصبانی درون              | ۲۰۱۵         |
| دوباره کشتن              | ۲۰۱۵         |
| مرد چوبدار               | ۲۰۱۵         |
| حرامزاده                 | ۲۰۱۵         |

### فیلم‌های ترسناک
| عنوان          | تاریخ انتشار |
| -------------- | ------------ |
| زمین حاصل‌خیز   | ۲۰۱۱         |
| ۵۱             | ۲۰۱۱         |
| پوسته          | ۲۰۱۱         |
| خجالت کشیدن    | ۲۰۱۱         |
| ثانیه‌های جدا   | ۲۰۱۱         |
| فریاد از بانسه | ۲۰۱۱         |
| وظیفه          | ۲۰۱۱         |
| شبدر قرمز      | ۲۰۱۲         |
| کودکان غمگین   | ۲۰۱۲         |
| دایره‌های تاریک | ۲۰۱۳         |
| سونا           | ۲۰۱۳         |
| ریتال          | ۲۰۱۳         |
| شب خرابکاری    | ۲۰۱۴         |
| Bedlam         | ۲۰۱۴         |
| تیمارستان      | ۲۰۱۵         |
| خانه‌داری       | ۲۰۱۵         |

### فیلم‌های اکشن
| عنوان         | تاریخ انتشار |
| ------------- | ------------ |
| چشمان اژدها   | ۲۰۱۲         |
| ال گرینگو     | ۲۰۱۲         |
| فیلی کید      | ۲۰۱۲         |
| انباری        | ۲۰۱۲         |
| ترانزیت       | ۲۰۱۲         |
| گریز          | ۲۰۱۳         |
| دشمنان نزدیک  | ۲۰۱۳         |
| زنی پشت پنجره | ۲۰۱۹         |

### فیلم‌های دیگر توزیع شده
| عنوان                      | تاریخ انتشار |
| -------------------------- | ------------ |
| مردم خشمگین                | ۲۰۰۵         |
| یک جن‌زده آمریکایی          | ۲۰۰۶         |
| اسکین واکر                 | ۲۰۰۶         |
| مچ‌بندها: یک داستان عاشقانه | ۲۰۰۶         |
| اسارت                      | ۲۰۰۷         |
| فراتر از شکایات منطقی      | ۲۰۰۹         |
| گلوله به سر                | ۲۰۱۳         |